# فرانك كولينز
فرانك كولينز (بالإنجليزية: Frank Collins)‏ (10 مايو 1893 بدبلن في جمهورية أيرلندا - ) هو لاعب كرة قدم أيرلندي في مركز حراسة المرمى. شارك مع منتخب أيرلندا لكرة القدم ومنتخب جمهورية أيرلندا لكرة القدم. أما مع النوادي، فقد لعب مع نادي سلتيك وJacobs F.C. ‏ ودوري أيرلندا الحادي عشر ‏.

## وصلات خارجية
- فرانك كولينز على موقع قاعدة بيانات كرة القدم.إي يو (الإنجليزية)